# Meje
Meje so naselje v Občini Cirkulane.

## Opis
Meje so razloženo obmejno naselje v povirju potoka Bela. Tik ob meji s Hrvaško je na lepi razgledni točki cerkev sv. Florijana.